# Optical Transport Network
In telecomunicazioni la Optical Transport Network (OTN) è un'architettura di rete di trasporto di segnali digitali per reti di telecomunicazioni ottiche basata sulla Wavelength Division Multiplexing (WDM).
Le caratteristiche dell'OTN sono standardizzate dall'ITU-T e sono definite principalmente dalle normative G.709 (aspetti funzionali dell'interfaccia di rete), G.798 (modello funzionale del nodo di rete) e G.872 (architettura generale della rete).
Le prime versioni dello standard prevedevano gerarchie di trasmissione fino a 100 Gb/s e un modello di base del livello fisico basato sul concetto di canale ottico (Optical Channel, OCh). L'evoluzione della tecnologia ha portato nel livello digitale a velocità trasmissive superiori ai 100 Gb/s e a nuove esigenze legate alle reti 5G e nel livello ottico a un potenziamento dei dispositivi WDM, in particolare per quanto riguarda la commutazione ottica e la gestione flessibile dello spettro. Questo ha richiesto da un lato l'introduzione nel livello digitale di ulteriori gerarchie di trasporto ad altissima bit rate e del concetto di Flexible OTN (FlexO) e dall'altro nel livello ottico a sovrapporre all'OCh il concetto di Optical Tributary Signal (OTSi), più adatto per gestire le nuove capacità della rete.

## Descrizione

### Architettura
L'architettura di rete prevede un modello in grado di descrivere sia l'adattamento diretto del segnale digitale client in un canale ottico che l'adattamento preliminare del segnale digitale all'interno di trame di struttura più complessa e di bit-rate prefissate (Optical Transport Hierarchy o OTH, gerarchia di trasporto ottico), con un meccanismo analogo a quello dell'SDH ma con un uso migliore della banda grazie alla maggiore flessibilità nell'accettare segnali al di fuori delle gerarchie trasmissive tipiche della telefonia come ad esempio i flussi dati basati su trasporto Ethernet. Il modello copre inoltre il caso delle reti DWDM di prima generazione già esistenti (denominate pre-OTN) prevedendo il semplice adattamento ottico senza le funzionalità aggiuntive per la supervisione di rete.
Secondo la raccomandazione ITU-T G.872 le funzionalità che devono essere fornite dalle reti OTN sono:
1. trasporto;
2. multiplexing;
3. routing;
4. supervisione;
5. controllo e verifica delle prestazioni;
6. sopravvivenza dei segnali client mediante  meccanismi di protezione e rigenerazione ottica.

## Modello del livello digitale

### La trama OTH
Le normative G.709 e G.798 definiscono una struttura di trama in cui adattare il segnale digitale in ingresso prima di riconvertirlo in un canale ottico. La struttura di trama è ispirata a quella adottata per le trasmissioni su SDH/SONET e identifica tre entità fondamentali, a ciascuna delle quali sono associate informazioni di servizio aggiuntive (overhead) per la supervisione e la protezione di rete:
1. La Optical Channel Payload Unit, OPU, che costituisce il primo livello di adattamento
2. La Optical Channel Data Unit, ODU, che serve per il routing e il trasporto del segnale verso la destinazione; questa è l'entità commutabile nei nodi intermedi del circuito
3. La Optical Channel Transport Unit, OTU, che costituisce l'adattamento finale prima della conversione elettro-ottica; questa entità rappresenta gli estremi di una sezione di trasporto tra due nodi OTN adiacenti.

La trama OTH viene normalmente rappresentata sotto forma di una matrice composta da 4 righe di 4080 byte ciascuna. L'ordine temporale di trasmissione è per righe: prima vengono trasmessi i byte da 1 a 4080 della prima riga, poi quelli da 1 a 4080 della seconda riga e così via.
|        | 1                      | 7                      | 8            | 14           | 15           | 16           | 17          | ………         | 3824        | 3825    | ………     | 4080    |
| Riga 1 | Parola di allineamento | Parola di allineamento | OTU overhead | OTU overhead | OPU overhead | OPU overhead | OPU payload | OPU payload | OPU payload | OTU FEC | OTU FEC | OTU FEC |
| Riga 2 | A                      | A                      | A            | A            | OPU overhead | OPU overhead | OPU payload | OPU payload | OPU payload | OTU FEC | OTU FEC | OTU FEC |
| Riga 3 | ODU overhead           | ODU overhead           | ODU overhead | ODU overhead | OPU overhead | OPU overhead | OPU payload | OPU payload | OPU payload | OTU FEC | OTU FEC | OTU FEC |
| Riga 4 | A                      | A                      | A            | A            | OPU overhead | OPU overhead | OPU payload | OPU payload | OPU payload | OTU FEC | OTU FEC | OTU FEC |

Il meccanismo di costruzione di una trama OTH segue un processo analogo a quello usato nell'SDH: il segnale digitale client costituisce il payload del contenitore OPU, nella cui trama viene adattato. Dato che il segnale in ingresso normalmente non è in fase con la trama dell'OPU, il suo punto di inizio in linea di massima non coinciderà con il primo byte utile del payload ma si troverà in una posizione differente che viene memorizzata nell'overhead associato all'OPU sotto forma di puntatore.
L'OPU viene a sua volta adattato, con un procedimento analogo, all'interno della trama di un ODU.
L'ODU così ottenuto può essere multiplato ulteriormente con un processo ricorsivo, diventando una parte del payload di un OPU e del relativo ODU di gerarchia superiore. Al termine di questo processo ricorsivo, l'ODU risultante viene a costituire l'OTU, con l'aggiunta dei byte di overhead dell'OTU e, in coda alla trama, del risultato dell'elaborazione dell'algoritmo di Forward Error Correction (FEC) applicato all'intera trama.
L'inserzione del FEC è fondamentale perché, basandosi su un algoritmo Reed Solomon sofisticato, consente in fase di ricezione del segnale di individuare e correggere un numero relativamente elevato di errori di linea. Nella pratica, questo consente di allungare le tratte ottiche e quindi la portata trasmissiva, dato che gli errori introdotti dal degrado di propagazione e dall'attenuazione del mezzo fisico possono essere compensati tramite il FEC. In questo senso, l'introduzione di una struttura di tipo OTH garantisce un potenziamento in termini dell'uso delle risorse fisiche della rete (tratte tra nodi più lunghe significano anche meno nodi nella rete e a parità di lunghezza si possono trasmettere bit rate più elevate grazie alla correzione degli errori).

### Gerarchie di trasporto fino a 100 Gb/s
Lo standard associa a ciascuna entità una serie di bit-rate, con relativa tolleranza, che stabiliscono una gerarchia e prevede la possibilità di multiplare entità di gerarchia inferiore in un'entità di gerarchia superiore, consentendo così di associare più segnali digitali allo stesso canale ottico fisico. Questa gerarchia prende il nome di Optical Transport Hierarchy (OTH, gerarchia di trasporto ottico).
La gerarchia prevede cinque livelli a capacità crescente, concepiti per un adattamento ottimale ai principali tipi di segnale in uso nelle reti di telecomunicazione:
- Livello 0, con rate a 1,2 Gb/s (adatto per il trasporto di Gigabit Ethernet e in generale per segnali a rate fino a 1 Gbit/s circa): ODU0
- Livello 1, con rate a 2,5 Gb/s (adatto per il trasporto di SDH di tipo STM-16): ODU1, OTU1
- Livello 2, con rate a 10 Gb/s (adatto per il trasporto di SDH di tipo STM-64 e di 10 gigabit Ethernet): ODU2/2e, OTU2/2e
- Livello 3, con rate a 40 Gb/s (concepito per dorsali ad alta capacità, di fatto, sostituisce l'SDH di tipo STM-256, e per il trasporto dell'Ethernet a 40 Gb/s): ODU3, OTU3
- Livello 4, con rate a 100 Gb/s (concepito per dorsali ad altissima capacità, adatto per il trasporto di 100 Gigabit Ethernet e di flussi destinati a canali ottici ad alta velocità): ODU4, OTU4

Per indicare genericamente uno qualsiasi dei livelli sopra elencati, lo standard adotta la nomenclatura ODUk e OTUk rispettivamente (dove k rappresenta genericamente il livello).
In aggiunta a questi livelli a bit rate prefissata, lo standard definisce anche dei contenitori di ampiezza variabile in modo flessibile di uso generale, denominati ODUflex. Questi contenitori costituiscono un meccanismo analogo a quelli della concatenazione virtuale e della concatenazione contigua già presenti nella tecnologia SDH. L'ODUflex consente l'adattamento e il trasporto di segnali digitali generici a bit-rate non standardizzate o non appartenenti a gerarchie prefissate ottimizzando l'uso della banda disponibile, parcellizzando il relativo contenitore di riferimento (ODU2, ODU3, ODU4) in porzioni di dimensione predeterminata (time slot, slot temporali) ognuna corrispondente a una rate di 1,25 Gbit/s. Questo porta a individuare per l'ODUflex le seguenti capacità disponibili in funzione del livello di ODU associato:
| Livello ODU | Time slot |
| ----------- | --------- |
| ODU2        | 8         |
| ODU3        | 32        |
| ODU4        | 80        |

A seconda della rate del segnale da trasportare, è possibile determinare quanti time slot devono essere riservati per utilizzare la banda in modo ottimale, dimensionando così il singolo contenitore ODUflex secondo la specifica esigenza. All'interno di uno stesso ODU possono essere presenti più ODUflex, fino ad esaurimento dei time slot disponibili, con ulteriore ottimizzazione dell'impiego della banda. Lo standard ITU-T definisce anche un meccanismo per cambiare dinamicamente la dimensione di un ODUflex, aggiungendo o rimuovendo time slot in modo coordinato (ODUflex resizing), rendendo così l'OTN adatto a trasportare servizi digitali con necessità di banda variabili nel tempo.
Per quanto riguarda le bit rate effettive, nel dettaglio lo standard prevede:
| Tipo di OPU                               | Bit-rate nominale               | Tolleranza    |
| ----------------------------------------- | ------------------------------- | ------------- |
| OPU0                                      | 1.238.954,310 kbit/s            | ±20 ppm       |
| OPU1                                      | 2.488.320,000 kbit/s            | ±20 ppm       |
| OPU2                                      | 9.995.276,962 kbit/s            | ±20 ppm       |
| OPU3                                      | 40.150.519,322 kbit/s           | ±20 ppm       |
| OPU4                                      | 104.355.975,330 kbit/s          | ±20 ppm       |
| Gerarchie per bit-rate speciali           |                                 |               |
| OPU2e                                     | 10.356.012,658 kbit/s           | ±100 ppm      |
| OPUflex per segnali a bit-rate costante   | bit rate del segnale            | max. ±100 ppm |
| OPUflex per segnali mappati tramite GFP-F | 239/238 × bit rate dell'ODUflex | max. ±20 ppm  |

| Tipo di ODU                               | Bit-rate nominale              | Tolleranza    |
| ----------------------------------------- | ------------------------------ | ------------- |
| ODU0                                      | 1.244.160 kbit/s               | ±20 ppm       |
| ODU1                                      | 2.498.775,126 kbit/s           | ±20 ppm       |
| ODU2                                      | 10.037.273,924 kbit/s          | ±20 ppm       |
| ODU3                                      | 40.319.218,83 kbit/s           | ±20 ppm       |
| ODU4                                      | 104.794.445,815 kbit/s         | ±20 ppm       |
| Gerarchie per bit-rate speciali           |                                |               |
| ODU2e                                     | 10.399.525,316 kbit/s          | ±100 ppm      |
| ODUflex per segnali a bit-rate costante   | 239/238 × bit rate del segnale | max. ±100 ppm |
| ODUflex per segnali mappati tramite GFP-F | [ N 4 ]                        | max. ±20 ppm  |
| 1. 2. 3. 4.                               |                                |               |

| Tipo di OTU | Bit-rate nominale      | Tolleranza |
| ----------- | ---------------------- | ---------- |
| OTU1        | 2.666.057,143 kbit/s   | ±20 ppm    |
| OTU2        | 10.709.225,316 kbit/s  | ±20 ppm    |
| OTU3        | 43.018.413,559 kbit/s  | ±20 ppm    |
| OTU4        | 111.809.973,568 kbit/s | ±20 ppm    |

Per quanto riguarda i contenitori OTUk, la raccomandazione ITU ha standardizzato alcune varianti, denominate OTUk-v e OTUkV, nonché una variante specifica dell'OTU4, denominata OTU4-SC (dove SC indica "Soft-decision FEC"), che sono funzionalmente identiche al contenitore base per quanto riguarda la parte di trasporto dei tributari di traffico ma differiscono per il tipo di FEC e di conseguenza per la dimensione della parte di trama destinata alle relative informazioni necessarie per il rilevamento e la correzione degli errori.

### Gerarchie di trasporto da 100Gb/s in su
L'evoluzione tecnologica ha portato le reti ottiche a poter trasmettere a bit rate superiori ai 100Gb/s e quindi a poter trasportare segnali digitali di pari capacità. Ciò ha comportato la necessità di estendere la normativa per coprire anche queste nuove possibilità: l'edizione dello standard ITU-T G.709 di giugno 2016 ha quindi introdotto le estensioni denominate ODUCn e OTUCn, dove la lettera "C" rappresenta il numero romano "100" e  "n" è un numero intero positivo a indicare bit rate multiple di 100 Gb/s. Ad esempio, ODUC2 è associato a una rate dell'ordine dei 200 Gbit/s, ODUC4 a una dell'ordine dei 400 Gbit/s e così via.
A differenza delle strutture ODUk (k=0÷4) e ODUflex, che consentono la commutazione di circuito ("cross-connessione") nei nodi di trasporto intermedi, le strutture di tipo ODUCn e OTUCn sono intese per operare solo su collegamenti puntuali a livello di sezione di trasporto, ossia esclusivamente con il ruolo di terminazione tra due nodi OTN tra loro adiacenti; non è quindi prevista la commutazione tra ODUCn. Un'altra differenza importante riguarda il tipo di segnale: mentre gli ODUk e l'ODUflex possono trasportare direttamente il segnale digitale client (SDH, Ethernet, eccetera), l'ODUCn può trasportare solo degli ODUk già strutturati e non può trasportare direttamente un segnale client. Per questo motivo, per quanto sia previsto un livello OPUCn, questo può ospitare solo l'adattamento degli ODUk attraverso gli Optical Data Tributary Unit (ODTUCn).
In termini di trama, OPUCn, ODUCn e OTUCn sono strutturati esattamente come i corrispondenti OPUk, ODUk e OTUk, anche se trasmessi in modo interallacciato: sono quindi presenti i byte di overhead e le funzionalità di controllo e monitoraggio associate.

### Gerarchie di trasporto per data center
La raccomandazione ITU-T ha introdotto inoltre due gerarchie apposite per il trasporto Ethernet a 25Gb/s e 50Gb/s, standard sempre più diffusi nei collegamenti tra data center nonché interfacce previste per la rete 5G nell'ambito della Common Public Radio Interface (CPRI). Le due gerarchie sono rispettivamente identificate come ODU25 e ODU50 e possono essere trasmesse direttamente su canali ottici usando le corrispondenti strutture OTU25 e OTU50, di cui sono state standardizzate anche le varianti che utilizzano il FEC Reed-Solomon (denominate rispettivamente OTU25-RS e OTU50-RS) al posto dell'hard-decision FEC.
La struttura gerarchica complessiva risultante è quindi la seguente:
| Segnali client (STM-N, Ethernet, IP, FC, MPLS, FlexE, ecc.) |                      |                                             |       |                                                    |                                                    |                                                    |
| \|                                                          | \|                   | \|                                          | \|    | \|                                                 | \|                                                 | \|                                                 |
| OPUj                                                        | OPUj                 | OPUj                                        | \|    | \|                                                 | \|                                                 | \|                                                 |
| ODUj                                                        | ODUj                 | ODUj                                        | \|    | \|                                                 | \|                                                 | \|                                                 |
| OPUk                                                        |                      |                                             |       |                                                    |                                                    |                                                    |
| ODUk                                                        |                      |                                             |       |                                                    |                                                    |                                                    |
| {\displaystyle k=25}                                        | {\displaystyle k=50} | {\displaystyle k\in \left\{1,2,3,4\right\}} |       | {\displaystyle k\in \left\{0,1,2,3,4,flex\right\}} | {\displaystyle k\in \left\{0,1,2,3,4,flex\right\}} | {\displaystyle k\in \left\{0,1,2,3,4,flex\right\}} |
| OTU25                                                       | OTU50                | OTUk, OTU4-SC, OTUk-v                       | OTUkV | OPUCn                                              | OPUCn                                              | OPUCn                                              |
| OTU25-RS                                                    | OTU50-RS             |                                             | ODUCn | ODUCn                                              | ODUCn                                              |                                                    |
|                                                             |                      |                                             |       | OTUCn                                              |                                                    |                                                    |
|                                                             |                      |                                             |       |                                                    | FlexO-x-<fec>-m                                    |                                                    |

## Modello del livello ottico

### Optical Channel (OCh)
Nel modello generale dell'OTN, il segnale digitale, che può essere di tipo nativo (SDH, Gigabit Ethernet, Fiber channel, o qualsiasi altro tipo di segnale) oppure pre-adattato in una struttura OTH, viene associato a un canale ottico (Optical Channel, abbreviato in OCh): questa operazione tipicamente comporta anche la conversione del segnale stesso da elettrico a ottico. Ad ogni OCh si associano informazioni di overhead per il monitoraggio e la gestione del livello fisico del trasporto.
|                                                           | OTN                            | OTN                                 | OTN                                  | OTN                                  | pre-OTN                              |
| OTN completa                                              |                                |                                     |                                      |                                      |                                      |
| SDH, GbE, MPLS, ATM, IP, .... {\displaystyle \Downarrow } |                                |                                     |                                      |                                      |                                      |
| Livello digitale                                          | OPU                            | OPU                                 | OTN ridotta                          | OTN ridotta                          |                                      |
| Livello digitale                                          | ODU                            | ODU                                 | SDH, GbE {\displaystyle \Downarrow } | SDH, GbE {\displaystyle \Downarrow } | SDH, GbE {\displaystyle \Downarrow } |
| Livello digitale                                          | OTU                            |                                     | SDH, GbE {\displaystyle \Downarrow } | SDH, GbE {\displaystyle \Downarrow } | SDH, GbE {\displaystyle \Downarrow } |
| Livello ottico                                            | Una λ                          | n x λ                               | n x λ                                | OSC                                  | Pre-OTN                              |
| Livello ottico                                            | Optical Physical Section (OPS) | n x Optical Channel (OCh)           | n x Optical Channel (OCh)            | OCh overhead                         | Pre-OTN                              |
| Livello ottico                                            | Optical Physical Section (OPS) | Optical Multiplex Section (OMSn)    | Optical Multiplex Section (OMSn)     | OMS overhead                         | Pre-OTN                              |
| Livello ottico                                            | Optical Physical Section (OPS) | Optical Transmission Section (OTSn) | Optical Transmission Section (OTSn)  | OTS overhead                         | Pre-OTN                              |
| Livello ottico                                            | {\displaystyle \Downarrow }    | {\displaystyle \Downarrow }         | {\displaystyle \Downarrow }          | {\displaystyle \Downarrow }          | {\displaystyle \Downarrow }          |
| Livello ottico                                            | OTM-0                          | OTM-n (n > 1)                       | OTM-n (n > 1)                        | OTM-n (n > 1)                        | Pre-OTN                              |

Gli OCh che condividono lo stesso percorso vengono poi multiplati assieme, secondo la tecnica DWDM, per costituire una Optical Multiplex Section (OMS), che costruisce l'entità di trasporto tra i nodi terminali dove i singoli OCh, ossia le singole λ, vengono terminate per restituire il segnale digitale originale. Anche all'OMS possono essere associate informazioni di overhead per il monitoraggio e la protezione dell'intera sezione, ossia dell'intero flusso multiplato.
Le informazioni di overhead dei singoli OCh e dell'OMS vengono convogliate su una lunghezza d'onda di servizio separata (out of band overhead che costituisce l'Optical Service Channel o OSC, canale ottico di servizio).
Il trasporto fisico del segnale multiplato tra due nodi adiacenti viene modellato tramite l'Optical Transmission Section (OTS), che è composta dall'OMS più le informazioni di overhead specifiche per il monitoraggio e la protezione della tratta fisica.  A questa entità funzionale sono associate anche le funzioni di rigenerazione del segnale ottico, di tipo 3R (Reamplification, Reshaping and Retiming, ossia riamplificazione del segnale, rigenerazione della forma d'onda e risincronizzazione alla frequenza di bit nominale). Dell'OTS fa parte anche l'OSC contenente gli overhead degli OCh, della OMS e dell'OTS stessa.
Il segnale complessivo fisicamente trasmesso in rete, che sarà alla fine composto da {\displaystyle n} λ più l'OSC, viene denominato Optical Transport Module (OTM, modulo di trasporto ottico) di ordine {\displaystyle n}, abbreviato in OTM-n.
Nel caso degenere in cui il flusso multiplato è costituito da un'unica λ - che potrebbe anche non essere "colorata", non necessitando di multiplazione DWDM - OCh, OMS e OTS vengono sostanzialmente a coincidere e si considerano come un'unica entità, l'Optical Physical Section (OPS, sezione fisica ottica). In questa configurazione, il segnale finale trasmesso viene indicato come OTM-0.
Il modello è in grado di coprire anche i sistemi DWDM preesistenti (i cosiddetti sistemi pre-OTN), definiti come quelli per cui il segnale in ingresso non subisce nessuna elaborazione né gli vengono aggiunte informazioni di overhead ma viene direttamente multiplato in DWDM a meno di una conversione elettro-ottica o di una trasposizione della frequenza ottica ("colorazione" del segnale).

### Interfacce IrDI e IaDI
A differenza del livello digitale, per il livello ottico lo standard non prevede gerarchie né fissa dei valori per il numero di λ associate a un OTM. Tuttavia, viene fatta una distinzione tra il trasporto all'interno di un dominio di rete (per esempio, all'interno della rete di uno stesso operatore) e il trasporto tra reti di operatori diversi. A questo scopo, lo standard definisce i concetti di Intra-Domain Interface (IaDI) e Inter-Domain Interface (IrDI) rispettivamente.
Per le interfacce di tipo IrDI, oltre a definire le caratteristiche di compatibilità a livello fisico, vengono definiti anche degli OTM particolari, caratterizzati da rigenerazione di tipo 3R ad entrambe le estremità, da un numero prefissato di λ e da funzionalità ridotte, ossia senza l'OSC e senza la possibilità di usare per il monitoraggio del livello ottico le relative informazioni. La normativa a questo scopo definisce le seguenti classi di interfacce:
1. OTM-0.m, dove {\displaystyle m} si riferisce alla gerarchia dell'OTU trasportato. Questo tipo di interfaccia è caratterizzato da un'unica λ non colorata (nessuna multiplazione a livello di DWDM), ossia da un unico canale ottico.
2. OTM-nr.m, dove {\displaystyle n} è il numero di λ che compongono il flusso multiplato, {\displaystyle r} indica che si tratta di un OTM a funzionalità ridotte, {\displaystyle m} è un numero o una combinazione di numeri che riassume la o le gerarchie di OTU trasportati. Per esempio, OTM-16r.24 indica un'interfaccia a funzionalità ridotte (senza OSC), composta da un flusso DWDM con 16 λ, ossia 16 canali ottici, di cui alcuni trasportano OTU2 e i rimanenti trasportano OTU4. Per questa classe, lo standard fissa i valori {\displaystyle n}=16 e {\displaystyle n}=32, ossia prevede solo interfacce a 16 e 32 canali.
3. OTM-0.mvn, dove {\displaystyle m} si riferisce alla gerarchia dell'OTU trasportato, {\displaystyle v} indica che ogni OTU viene suddiviso su più λ ciascuna rappresentante una corsia (trasporto di tipo multi-lane) e {\displaystyle n} indica il numero di corsie utilizzato per ciascun OTU. Lo "0" sta a indicare che l'interfaccia trasporta un'unica entità di trasporto (un solo OTU). Per questa classe, lo standard fissa le coppie di valori ({\displaystyle m}=3, {\displaystyle n}=4) e ({\displaystyle m}=4, {\displaystyle n}=4) corrispondenti rispettivamente a un OTU3 trasportato su 4 λ e a un OTU4 trasportato su 4 λ.

Per le interfacce di tipo IaDI, la rigenerazione di tipo 3R non è obbligatoria ma in compenso l'OTM utilizzato è a funzionalità piena, ossia è presente l'OSC ed è possibile quindi il monitoraggio e la gestione del livello ottico tramite le informazioni di overhead. È prevista un'unica classe di interfacce, denominata OTM-n.m, dove {\displaystyle n} è il numero di λ che compongono il flusso multiplato e {\displaystyle m} è un numero o una combinazione di numeri che riassume la o le gerarchie di OTU trasportati, in modo analogo alla classe OTM-nr.m. Lo standard non fissa alcun valore preferenziale né per n né per m, lasciando quindi completa libertà di combinazione all'interno di ciascun dominio di rete.

## Standard di riferimento

### Architettura di rete
- (EN) ITU-T Recommendation G.871 (10/2000) – Framework for Optical Transport Network Recommendations, International Telecommunication Union.

- (EN) ITU-T Recommendation G.872 (12/2019) –  Architecture of Optical Transport Networks, International Telecommunication Union.

- (EN) ITU-T Recommendation G.872 (01/2021) –  Architecture of Optical Transport Networks - Erratum 1, International Telecommunication Union.

- (EN) ITU-T Recommendation G.872 (01/2021) –  Architecture of Optical Transport Networks - Addendum 1, International Telecommunication Union.

- (EN) ITU-T Recommendation G.873.1 (10/2017) – Optical Transport Network (OTN): Linear Protection, International Telecommunication Union.

### Aspetti funzionali
- (EN) ITU-T Recommendation G.709 (06/2021) – Interfaces for the Optical Transport Network, International Telecommunication Union.

- (EN) ITU-T Recommendation G.709.1 (06/2018) – Flexible OTN short-reach interfaces, International Telecommunication Union.

- (EN) ITU-T Recommendation G.709.2 (07/2018) – OTU4 long-reach interface, International Telecommunication Union.

- (EN) ITU-T Recommendation G.709.3 (12/2020) – Flexible OTN long-reach interfaces, International Telecommunication Union.

- (EN) ITU-T Recommendation G.709.4 (03/2020) – OTU25 and OTU50 short-reach interfaces, International Telecommunication Union.

- (EN) ITU-T Recommendation G.798 (12/2017) – Characteristics of Optical Transport Network Equipment Functional Blocks, International Telecommunication Union.

### Aspetti di gestione di rete
- (EN) ITU-T Recommendation G.874 (10/2020) – Management Aspect of Optical Transport Network Recommendations, International Telecommunication Union.

- (EN) ITU-T Recommendation G.874.1 (08/2013) – Optical Transport Network (OTN): Protocol-Neutral Management Information Model for the Network Element View, International Telecommunication Union.

### Interfacce fisiche
- (EN) ITU-T Recommendation G.692 (10/1998) – Optical Interfaces for Multichannel Systems with Optical Amplifiers, International Telecommunication Union.

- (EN) ITU-T Recommendation G.692 (01/2005) – Optical Interfaces for Multichannel Systems with Optical Amplifiers - Amendment 1, International Telecommunication Union.

- (EN) ITU-T Recommendation G.959.1 (07/2018) – Optical Transport Network Physical Layer Interfaces, International Telecommunication Union.